# 경주국립공원

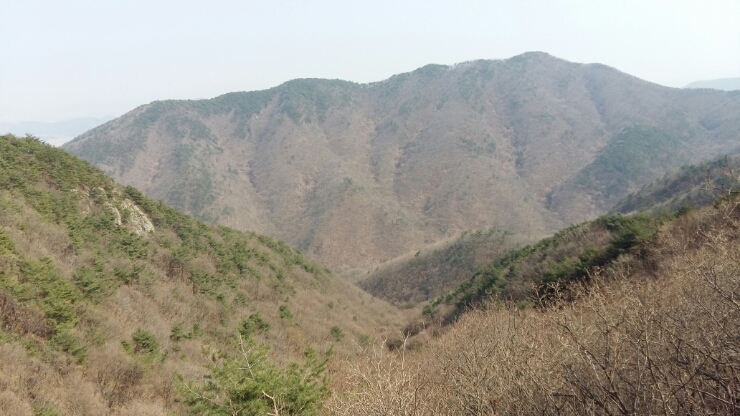
경주 국립공원 내부

경주국립공원(慶州國立公園)은 대한민국 경상북도 경주시의 동,서,남,북 방향 및 동해 바다에 걸쳐서 분포하고있는 국립공원으로 1968년 12월 31일 이후에 지정되었다.

## 기본정보
- 경주국립공원사무소 : 경상북도 경주시 천북남로 12 (신평동)
- 경주국립공원 토함산분소 : 경상북도 경주시 진티길 6-14
- 경주국립공원 남산분소 : 경상북도 경주시 내남면 포석로 384
- 경주국립공원 건천분소 : 경상북도 경주시 건천읍 단석로 2001-1

## 역사 및 현황
- 1968년 12월 31일 국립공원 지정(토함산, 남산, 대본지구)
- 1970년 3월 24일 공원계획 결정공고
- 1971년 11월 17일 국립공원 추가지정(서악, 화랑, 소금강, 단석산지구)
- 1974년 12월 26일 국립공원 추가지정(구미산지구) 건설부 공고 제 133호
- 1996년 12월 28일 용도지구 변경 및 대본 탑마을 자연환경지구를 취락지구로 변경
- 2002년 6월 3일 공원계획변경 및 문화시설(전시관) 1개소→2개소
- 2008년 1월 16일 국립공원 경주사무소 개소
- 2008년 4월 16일 국립공원 경주사무소 토함산분소 개소

| 위치            | 면적                          | 보호대상 | 지정일           |
| 경상북도 경주시 | 138.160km2 (지정 당시 102km2) |          | 1968년 12월 31일 |

## 종류
- 송화산 (화랑지구)
- 선도산 (서악지구)
- 금오봉 (남산지구)
- 토함산 (토함산지구)
- 소금강산 (소금강산지구)
- 구미산 (구미지구)
- 단석산 (단석지구)
- 대본지구

## 명승지
- 불국사
- 석굴암
- 오릉
- 대릉원
- 첨성대
- 안압지
- 포석정

## 같이 보기
- 경주역사유적지구